# Kinderschutzgurt

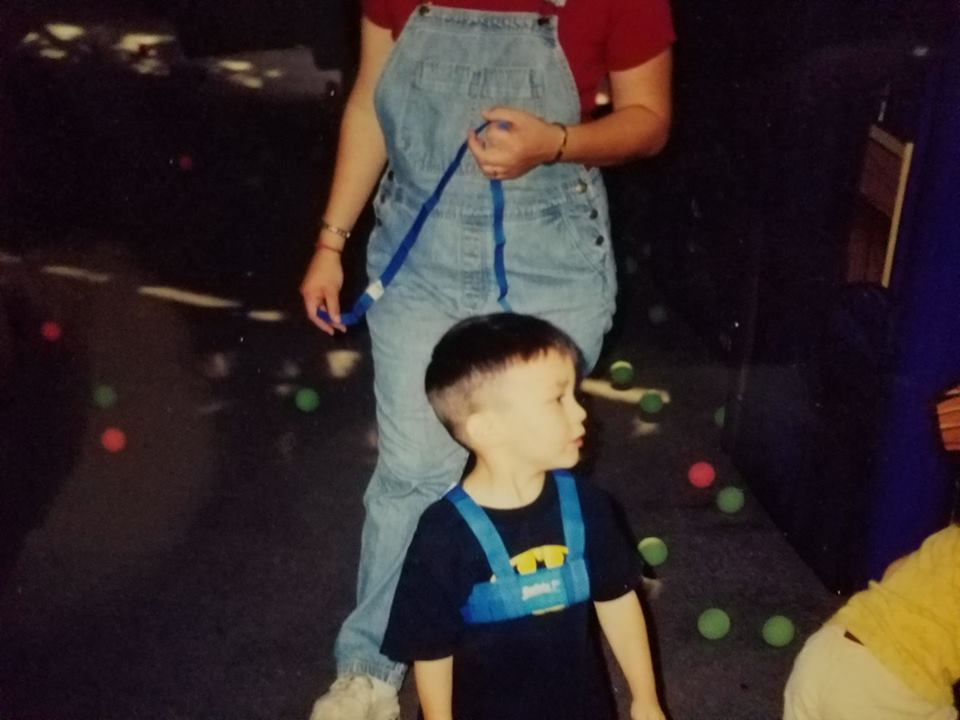
Kind mit Gurt und Haltezügel

Ein Kinderschutzgurt, umgangssprachlich auch Kinderzügel oder Kinderleine genannt, ist ein Sicherheitsgeschirr für Kinder, das der Kindersicherheit im Alltag dienen soll. Auch Kinderlaufgurt oder Kindergeschirr kommen als Bezeichnungen vor. Es ist ein Rückhaltesystem, das entweder mit einem Gegenstand der Kinderpflege (z. B. Hochstuhl) verbunden ist, oder mittels Haltezügel verwendet wird, wenn das Kind läuft oder laufen lernt.
Typische Erscheinungsformen sind Gurte über Brust und Schulter mit mittig am Rücken oder seitlich angebrachtem Haltezügeln, Handgelenkzügel, sowie Rucksäcke mit rückwärtigem Haltezügel.

## Standardisierung
In der Europäischen Union müssen Kinderschutzgurte und -zügel die Normen und Sicherheitsanforderungen nach EN 13210:2004 erfüllen. Die Norm ist anzuwenden auf Gurt- und Rückhaltesysteme für die Fixierung von Kindern bis zu 4 Jahren, insbesondere Brustgurte und Handgelenkzügel zur Fixierung an Befestigungspunkten von Artikeln für Kleinkinder und mit abnehmbaren Haltezügeln zur Anwendung beim Laufen. Die Norm gilt nicht für Rückhaltesysteme, die als fester Bestandteil an Artikeln für Säuglinge und Kleinkinder angebracht sind; die für Kinder mit besonderen Bedürfnissen vorgesehen sind; und die in motorisierten Fahrzeugen anzuwenden sind.

### Allgemeine Anforderungen
Die Norm bezieht sich auf die generelle Produktsicherheit von Spielzeug hinsichtlich der mechanischen und physikalischen Eigenschaften, scharfe Kanten und vorstehende Ecken, Kleinteile, und die Migration gefährlicher Substanzen wie Schwermetalle oder Nickel.
Die Norm erfordert eine Mindestbreite von allen Gurten und Bändern von 20 mm, definiert die minimalen Einstellbereiche von Schulter- und Beckengurten sowie Handgelenkschlaufen, abhängig von der Eignung des Produkts für Kinder ab der Geburt oder ab einem Alter von 6 Monaten. Maximale Einstellbereiche werden für die Gurte nicht festgelegt, bis auf den Haltezügel, der nicht länger als 1200 mm sein darf.
Der Haltezügel wird als Führungszügel bezeichnet, wenn er an einem einzelnen Punkt des Beckengurtes angebracht ist, und als Lauflernzügel, wenn er an beiden Seiten des Beckengurtes befestigt ist.

### Festigkeitsprüfung
Keine Verstellvorrichtung darf mehr Schlupf als 20 mm zeigen, wenn sie 10-mal mit einer Zugkraft von 100 N belastet wurde.
Für die dynamische Festigkeitsprüfung wird der Brustgurt-Typ einem Prüfkörper (Test-Dummy) übergezogen, der aus einem Sack (300 mm × 470 mm) besteht und mit trockenem, verdichtetem Sand befüllt wurde. Der Prüfkörper wird an ein Gestell gehängt. Der Hangelenkzügel wird mit geschlossenen Handgelenkschlaufen einfach in das Gestell gehängt.
In allen Prüfungen wird der Gurt statisch mit einer Prüfmasse von 20 kg vorbelastet, die an dem Zügel befestigt wird, der an dem/den vorgesehenen Befestigungspunkt(en) des Gurtes angebracht ist. Die Verbindung mit der Prüfmasse erfolgt dabei mit einer Schraubenfeder (Federkonstante 28000 N/m). Im System der 20 kg Prüfmasse befindet sich eine dynamische Prüfmasse von 13 kg, die beweglich angebracht ist und 300 mm fallen kann, so dass eine dynamische Wucht entsteht.
Der dynamische Test erfordert ein 5-maliges Auslösen der dynamischen Prüfmasse in einem Zeitfenster von 5 Minuten, jeweils mit dem Fall von 300 mm. Der Gurt einschließlich seiner Nähte, Nieten und Verbindungselemente darf danach nicht beschädigt sein und muss weiterhin wie vorgesehen funktionieren.

### Kennzeichnungen und Anleitungen
Der Gurt muss dauerhafte Kennzeichnungen aufweisen, die sich auf diese Norm und das Erscheinungsjahr (EN 13210:2004) beziehen, eine Identifizierung des Herstellers oder Händlers sowie des Produktes erlauben, sowie die Reinigung beschreiben. Anleitungen müssen u. a. bestimmte Warnungen zu gefährlichen Situationen enthalten, den vorgesehenen Altersbereich des Kindes angeben, Hinweise zum Anziehen und Anpassen enthalten, auf Verschleiß- und Beschädigungsmerkmale hinweisen. Sie müssen den Hinweis enthalten, auch ein angeschirrtes Kind nicht unbeaufsichtigt zu lassen.

### Weiterentwicklung der Norm
Eine neue Version der Norm ist in Vorbereitung (aktueller Entwurf prEN 13210:2019-04). Dort wird Teil -1 auf Sicherheitsgeschirre, Zügel fokussieren, während Teil -2 Sicherheitsgeschirre einschließlich Rucksäcken und Zügeln behandelt.

## Kontroverse
Befürworter argumentieren, dass ein Kinderschutzgurt einem Kind mehr Bewegungsfreiheit gibt, als wenn man es an der Hand hält oder es sich in einem Kinderwagen befindet. Kritiker meinen, dass die Kinder so wie Tiere geführt werden (vergleiche Hundeleine).